# سوخو سو-۳۰ام‌کی‌ام
سوخوی سو-۳۰ام‌کی‌ام (نام گزارش شده ناتو: فلانکر-اچ) یک جنگنده ابرمانورپذیر متعلق به نیروی هوایی سلطنتی مالزی است. این یک نوع از جنگنده‌های سری سوخو سو-۳۰ است که پیشرفت‌های قابل توجهی نسبت به نسخه اصلی صادراتی سو-۳۰ام‌کی دارد. سو-۳۰ام‌کی‌ام توسط دفتر طراحی سوخو توسعه یافته و بر اساس سوخو-۳۰ام‌کی‌آی نیروی هوایی هند ساخته شده است. هر دو هواپیما دارای بدنه هواگرد اصلی مشترک، موتورهای با قابلیت جهت‌دهی رانش و سیستم دیجیتال هدایت پرواز هستند، با این حال نسخه ام‌کی‌ام عمدتاً در ترکیب سامانه‌های اویونیک نصب شده با ام‌کی‌آی متفاوت است. این جنگنده می‌تواند تا ۸٬۰۰۰ کیلوگرم (۱۷۳۶۷ پوند) بار را تا مسافت ۱٬۲۹۶ کیلومتر (۸۰۵ مایل ۷۰۰ مایل دریایی) بدون سوخت‌گیری مجدد حمل کند.
در سال ۲۰۰۳، سو-۳۰ام‌کی‌ام توسط نیروی هوایی سلطنتی مالزی (RMAF) انتخاب شد. در ماه اوت  ۲۰۰۳، در جریان سفر رسمی رئیس‌جمهور ولادیمیر پوتین به مالزی، قرارداد هواپیمای سو-۳۰ام‌کی‌ام امضا شد. به جز میگ ۲۹های روسی، نیروی هوایی سلطنتی مالزی قبلاً هواپیماهای غربی را به کار گرفته است. در زمان تحویل، سو-۳۰ام‌کی‌ام پیشرفته‌ترین و سنگین‌ترین جنگنده در جنوب شرقی آسیا بود.

## کاربران
مالزی

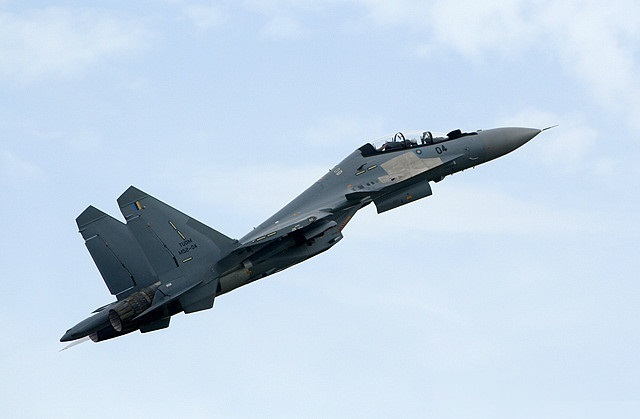
سوخوی سو-۳۰ام‌کی‌ام

نیروی هوایی سلطنتی مالزی دارای ۱۸ فروند از این هواپیما است. همه هواپیماها به اسکادران ۱۲ مستقر در فرودگاه آرام‌ای‌اف گونگ کداک اختصاص داده شده‌اند.

## مشخصات فنی (سو-۳۰ام‌کی‌ام)
داده‌ها از Irkut Corporation, Sukhoi
ویژگی‌های عمومی
- خدمه: ۲
- طول: ۲۱٫۹۳۵ متر (۷۲ فوت ۰ اینچ)
- پهنای بال: ۱۴٫۷ متر (۴۸ فوت ۳ اینچ)
- ارتفاع: ۶٫۳۶ متر (۲۰ فوت ۱۰ اینچ)
- مساحت بال‌ها: ۶۲ متر مربع (۶۷۰ فوت مربع)
- وزن خالی: ۱۸٬۴۰۰ کیلوگرم (۴۰٬۵۶۵ پوند) [۷]
- وزن ناخالص: ۲۶٬۰۹۰ کیلوگرم (۵۷٬۵۱۹ پوند) وزن عملیاتی متداول[۵]
- بیشترین وزن برخاست: ۳۸٬۸۰۰ کیلوگرم (۸۵٬۵۳۹ پوند)
- پیشرانه: ۲ عدد موتور ساترن ای‌ال-۳۱, ۱۲۳ کیلونیوتن (۲۸٬۰۰۰ پوند-نیرو) با پس‌سوز

عملکرد
- حداکثر سرعت: ۲٬۱۲۰ کیلومتر بر ساعت (۱٬۳۲۰ مایل بر ساعت، ۱٬۱۴۰ گره) / ۲٫۰ ماخ در ارتفاع بالا[۵]

۱٬۳۵۰ کیلومتر بر ساعت (۸۴۰ مایل بر ساعت؛ ۷۳۰ گره) / ۱٫۰۹ ماخ در ارتفاع پایین
- بُرد: ۳٬۰۰۰ کیلومتر (۱٬۹۰۰ مایل، ۱٬۶۰۰ مایل دریایی) در ارتفاع بالا[۵]

۱٬۲۷۰ کیلومتر (۷۹۰ مایل؛ ۶۹۰ مایل دریایی) در ارتفاع پایین
- بُرد معبر: ۸٬۰۰۰ کیلومتر (۵٬۰۰۰ مایل، ۴٬۳۰۰ مایل دریایی) با دو مخزن قابل سوخت‌گیری هوایی[۶]
- حداکثر ارتفاع: ۱۷٬۳۰۰ متر (۵۶٬۸۰۰ فوت)
- حد شتاب جی: +۹g
- نرخ صعود: ۳۰۰ متر بر ثانیه (۵۹٬۰۰۰ فوت بر دقیقه) +
- بارگیری بال: ۴۰۱ کیلوگرم بر متر مربع (۸۲ پوند بر فوت مربع)
- نیرو/وزن: ۰٫۹۶

تسلیحات

- اسلحه‌ها: ۱ × توپ خودکار 30 mm Gryazev-Shipunov GSh-۳۰-۱
- آویزگاه‌های حمل سلاح: ۱۲ آویزگاه (۲ × ریل‌های AAM نوک بال، ۶ × پایه‌های زیر بال، ۲ × پایهیهای زیر موتور، و ۲ × پایه‌های پشت سر هم در «طاق» بین موتورها. با استفاده از چندین قفسه اجکتور می‌توان آن را به ۱۴ افزایش داد) با ظرفیت تا ۸٬۱۳۰ کیلوگرم (۱۷٬۹۲۰ پوند)، با قابلیت حمل ترکیبی از:
  - راکت‌ها: *** ۴ × B-8 rocket pods for 80 × S-8 rockets
    - ۴ × B-13 rocket pods for 20 × S-13 rockets

  - موشک‌ها: *** موشک هوابه‌هوا:
    -       - ۱۰ × ویمپل آر-۷۷
      - ۶ × R-27ER/ET
      - ۲ × R-27R/T
      - ۶ × R-73

    - موشک هوابه‌سطح:
      - ۳ × KH-59ME
      - ۶ × KH-29T/L

    - موشک ضدکشتی:
      - ۳ × Kh-59MK
      - ۴ × Kh-31A

    - موشک ضدرادار:
      - ۶ × Kh-31P

  - بمب‌ها: *** ۸ × بمب هدایت لیزری KAB-500L
    - ۳ × بمب‌های هدایت لیزری KAB-1500L
    - ۸ × بمب FAB-500T
    - ۲۸ × OFAB-250-270 bombs
    - ۳۲ × بمب OFAB-100-120
    - ۴ × بمب هدایت لیزری جی‌بی‌یو-۱۲

اویونیکس

- Bars N011M آرایه اسکن الکترونیکی منفعل رادار
- Damocles targeting pod
- SAP-518 پادکار الکترونیکی pod
- سیستم هشدار نزدیکی موشکی MAW-300
- گیرنده هشدار رادار RWS-50
- سیستم هشدار لیزری LWS310